# Apokoinou
Een apokoinou is een stijlfiguur waarbij een woord (of woorden) op twee manieren kan worden gelezen: als vervolg op het voorafgaande, of als begin van het daaropvolgende.
Voorbeelden:
- Hij schreeuwde hinderlijk om te horen.
Kan gelezen worden als: "Hij schreeuwde hinderlijk." en als: "Hinderlijk om te horen."
- Wie kaas kiest Kollumer. (reclame)
- Internet ietsjes meer. (reclame voor internetsparen)
- I Amsterdam (leus van de stad Amsterdam: apokoinou van 'I am' (Engels voor 'Ik ben') en 'Amsterdam')
- Europapa (lied Joost klein)

Het woord 'apokoinou' is een samenstelling van het Griekse 'apo' (ἀπὸ: 'van') en de genitief 'koinou' (κοινοῦ: 'gemeenschappelijk').